# Île de Versailles
Pour les articles homonymes, voir Versailles (homonymie).
L’île de Versailles, située sur l'Erdre à Nantes, est une île artificielle qui a été réalisée en partie avec des matériaux de terrassements et de dragages lors du creusement du canal de Nantes à Brest.

## Toponymie
Elle s'est appelée successivement : « marais de Barbin » (nom du village qui se trouvait sur la rive droite), « île Le Gall », puis « île aux Singes », avant de prendre le nom de quai de Versailles, qui la longe à l'Est. Le nom de « Versailles » qui lui a été attribué en 1878 fait référence à une grande propriété, baptisée le « petit Versailles » apparaissant sur le plan Cacault de 1756, laquelle s'étendait de la route de Rennes (actuelle rue Paul-Bellamy) aux rues Châteaubriand et Adolphe-Moitié.

## Géographie
D'une superficie d'1,7 hectare, elle est l'île la plus en aval sur le cours de l'Erdre, à environ 400 mètres du quai Ceineray, où s'ouvre l'entrée Nord du tunnel Saint-Félix. Située dans le quartier Hauts-Pavés - Saint-Félix, l'île est de plus géographiquement, légèrement plus proche de la rive droite de celle-ci avec le quai de Versailles que de sa rive gauche avec le quai Henri-Barbusse.
On y accède grâce à un pont de pierre situé à l'extrémité Sud, construit vers 1845, et de deux passerelles métalliques, l'une au Sud-Est, l'autre au Nord-Ouest, installées vers 1988.

## Histoire
L'île, représentée sur un plan de 1761, n'est qu'un marécage avant 1831, année à partir de laquelle les déblais récupérés lors du creusement du canal de Nantes à Brest y sont transportés et déposés,.
L'île fut achetée en 1840 par M. Le Gall, qui la revendra plus tard, divisée en parcelles à divers futurs îliens. Durant plus d'un siècle, de multiples activités vont alors s'y succéder : blanchisseries, menuiseries, tanneries, forges ; constructions de bateaux, pêcheries et tavernes,.
En 1844, l'architecte-voyer de la ville de Nantes, Mathurin Peccot, présente des plans de transformations de l'île en un immense lavoir, avec un bassin central d'une centaine de mètres de longueur, alimenté par cinq canaux communiquant avec la rivière. Mais le projet n'aboutira pas.
Au début du XXe siècle, le chantier naval Rondet, installé sur l'île, construisit le canot à moteur Suzette II qui est aujourd'hui classé monument historique,.
Quelque peu abandonnée dès les années 1950, avant son aménagement en parc-jardin, l'île n'est occupée que par des activités artisanales diverses, liées à la rivière, constructions et réparations navales notamment.
En 2025, la passerelle piétonne (construite en 1987) qui connecte l'île au quai de Versailles est complètement rénovée.

## Paysage japonais
C'est à partir de 1986, après que la ville eut terminé l'acquisition des dernières parcelles, que des travaux d'aménagements commencèrent sous le mandat de Michel Chauty maire de Nantes de 1983 à 1989. À l'issue d'un concours d'architectes, c'est le projet de l'équipe composée de Jacques Dulieu, Claudine Breton, Michel Cormier et Michel Dudon, complétée par le paysagiste Louis Soulard, qui obtint le marché de la réalisation sur le thème du Japon.
Le projet s'articule autour de trois constructions, inspirées de l'habitat traditionnel japonais : 
- la capitainerie, destinée à gérer les activités des quais sur l'Erdre ;
- la « Maison de l'Erdre », dont la structure rectangulaire entoure un jardin zen ; elle est utilisée pour accueillir de nombreuses expositions ayant pour thème, la rivière elle-même et son environnement aquatique ;
- un restaurant, La Cocotte en verre, désormais fermé, situé à l'extrémité Nord de l'île[11].

Le paysage créé et structuré par des rocailles, formés de cascades et pièces d'eau, est richement planté de végétaux exotiques tels que bambous, cyprès chauves, rhododendrons, camélias et cerisiers du Japon.
L'inauguration du jardin eut lieu le 11 septembre 1987. Le jardin est complètement rénové en 2019.

## Galerie

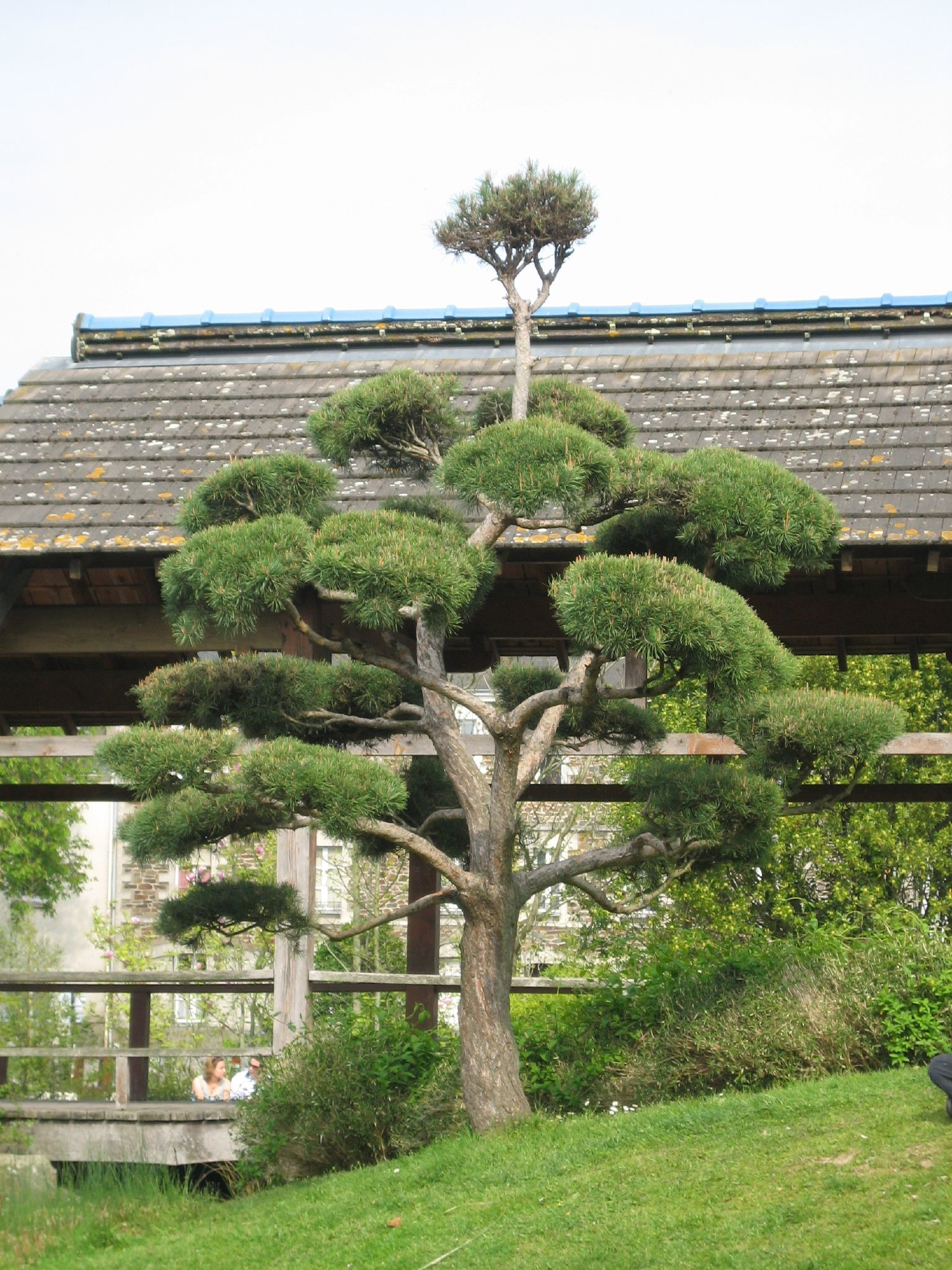
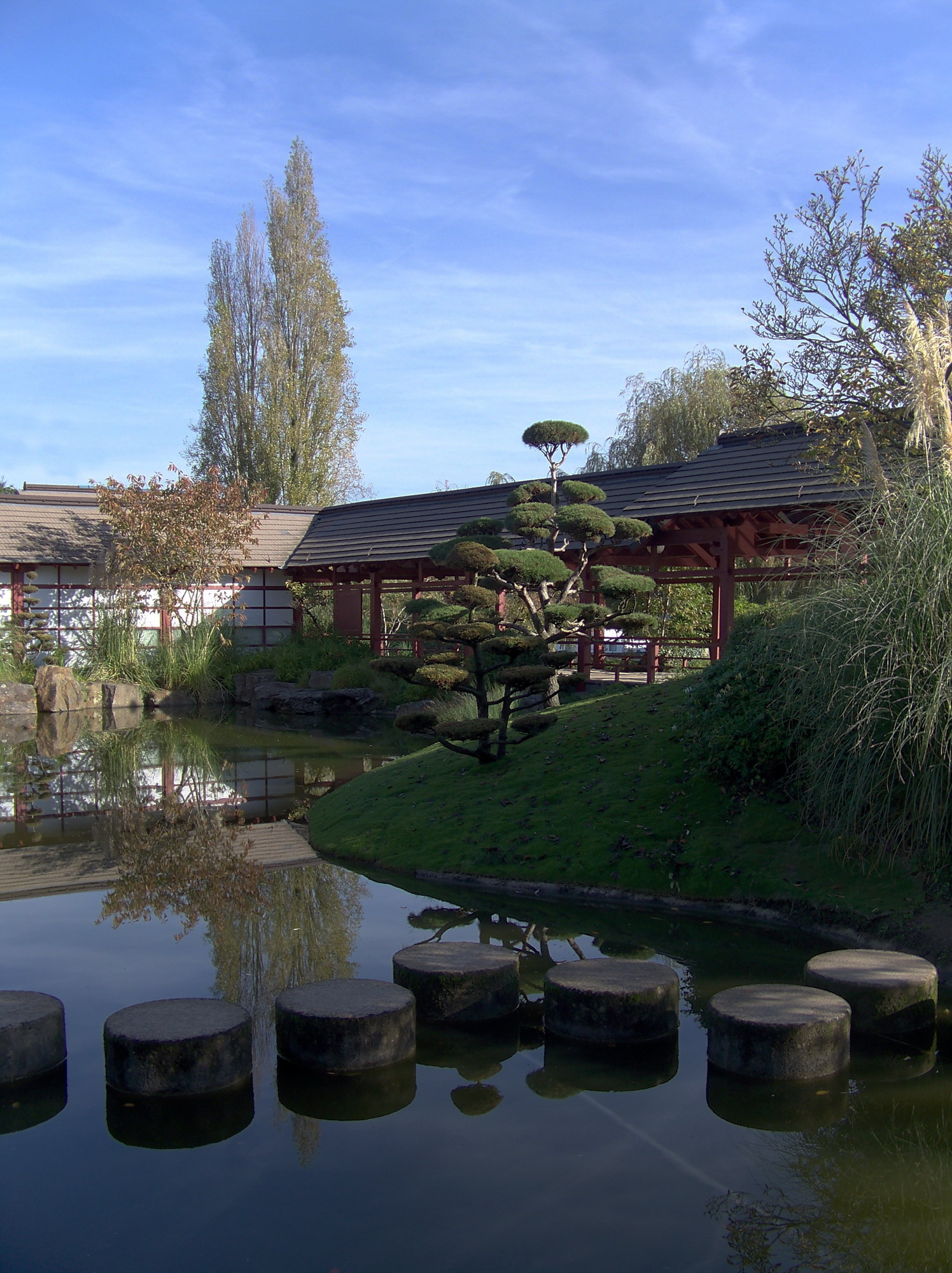
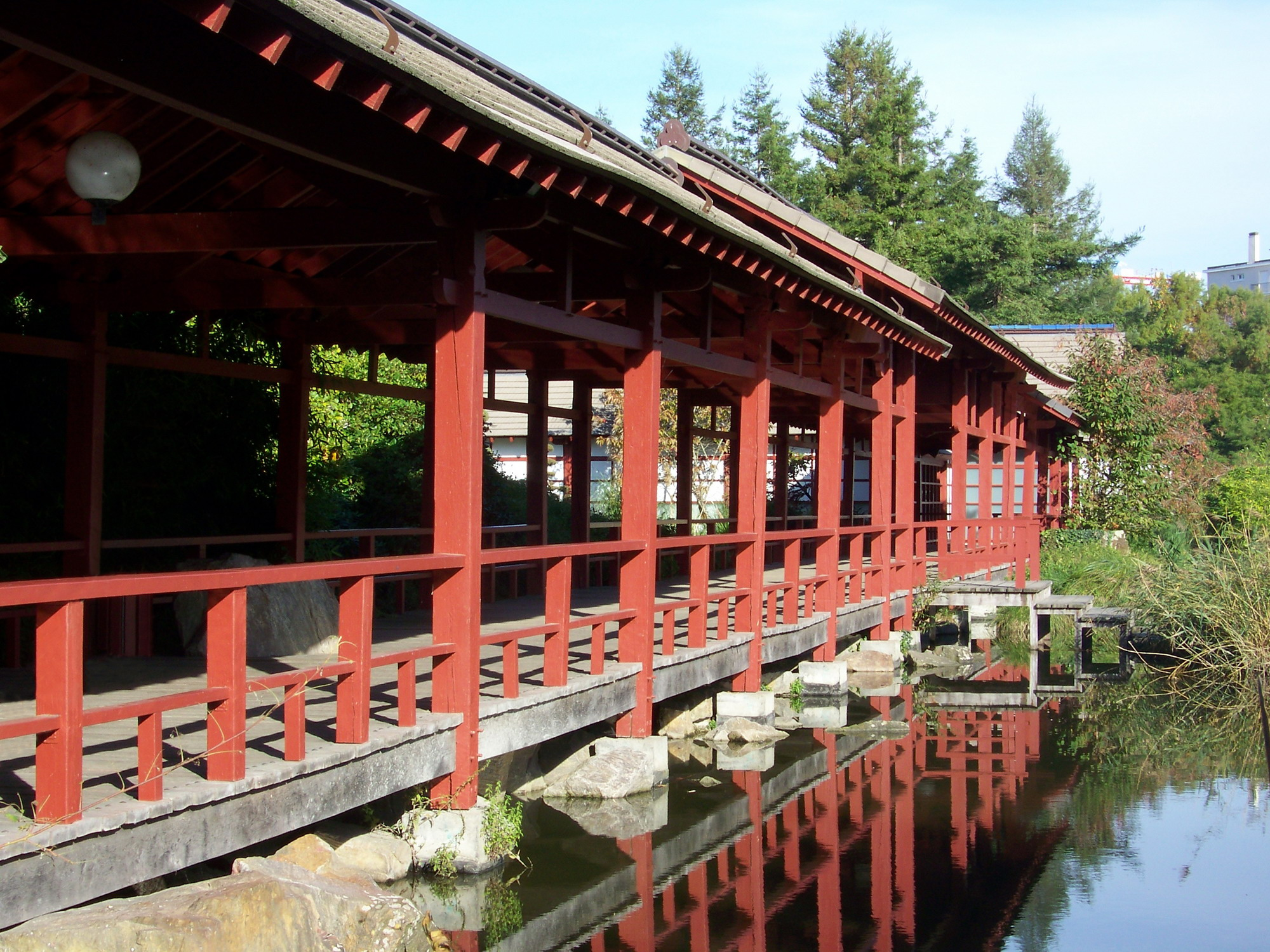
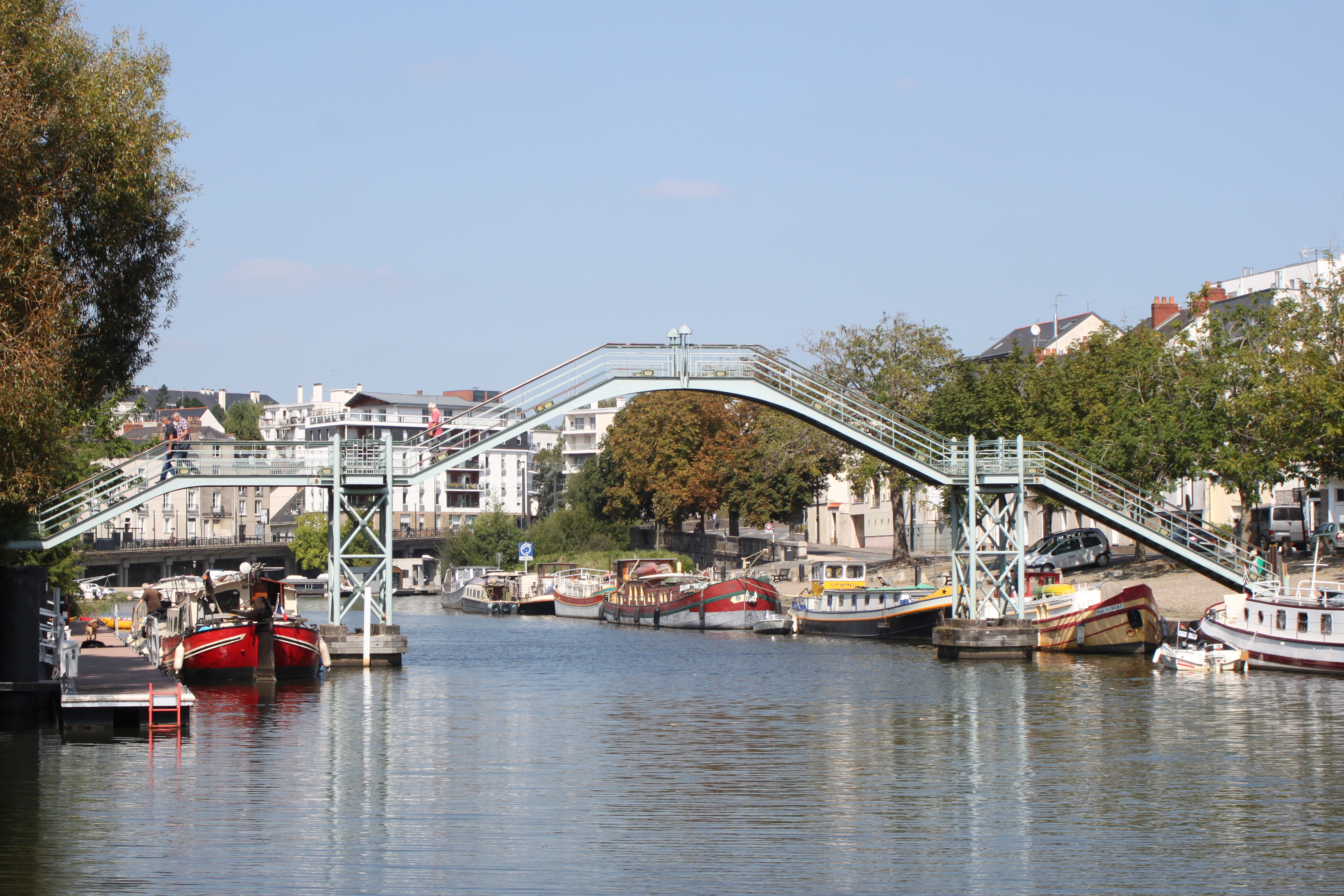
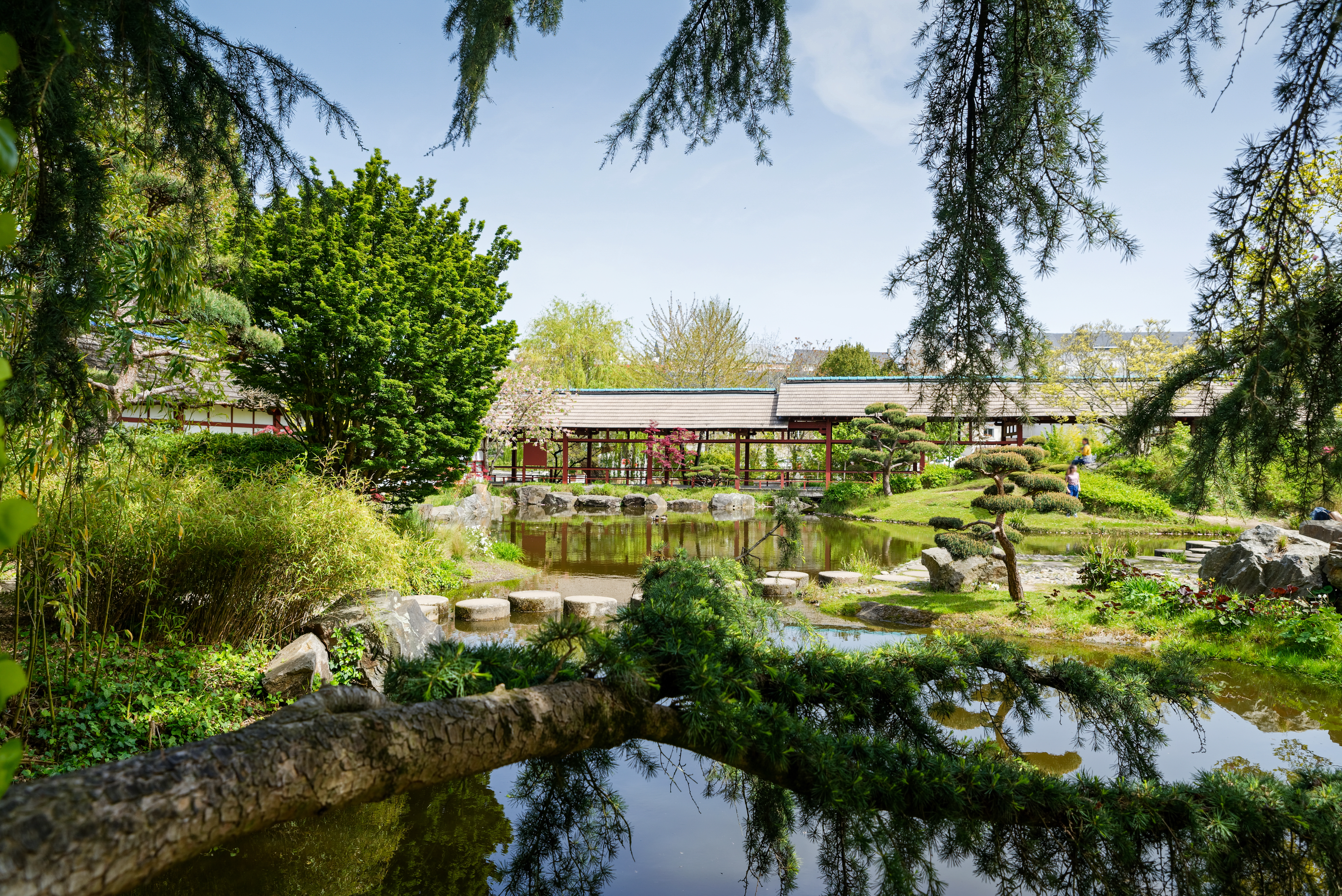
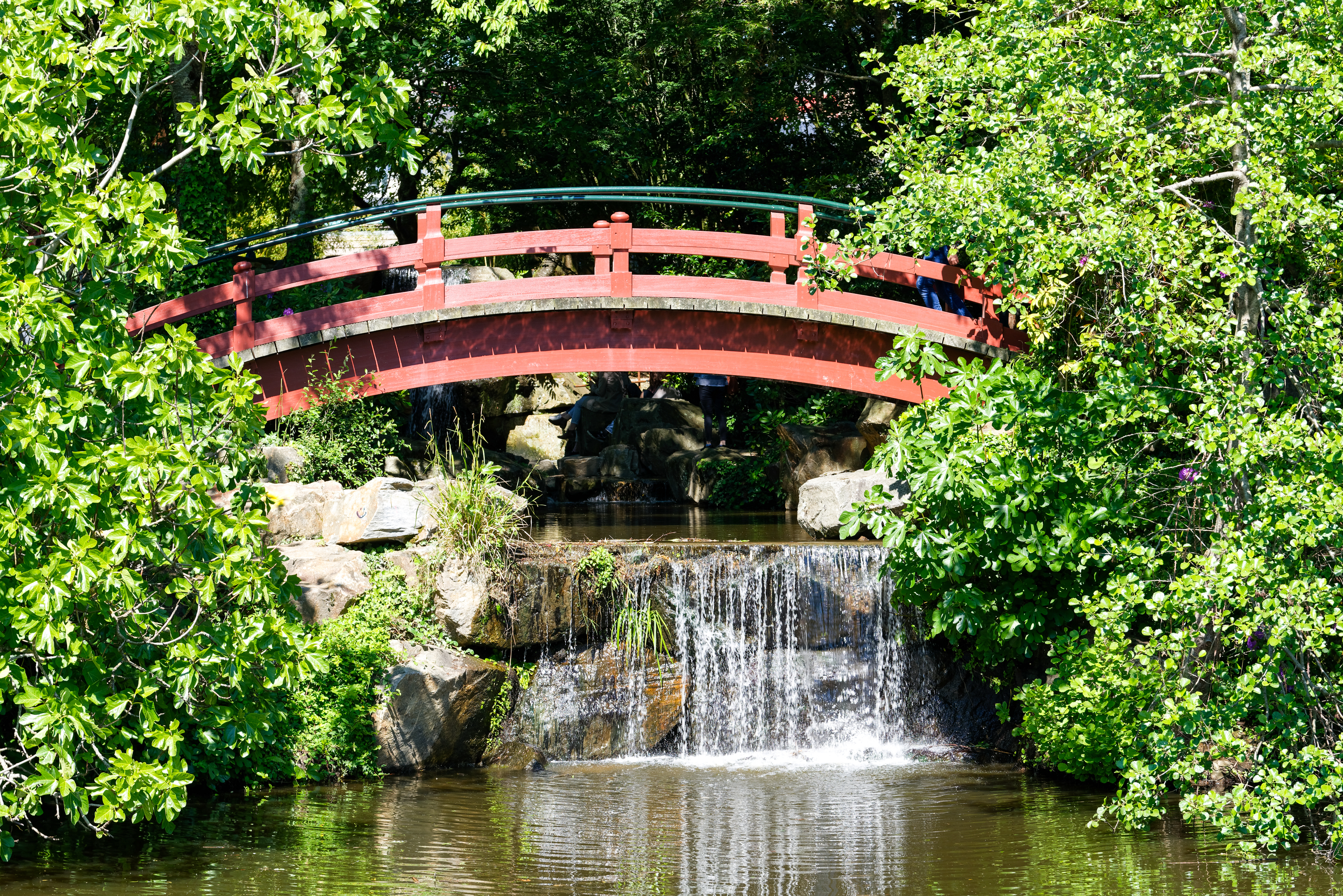
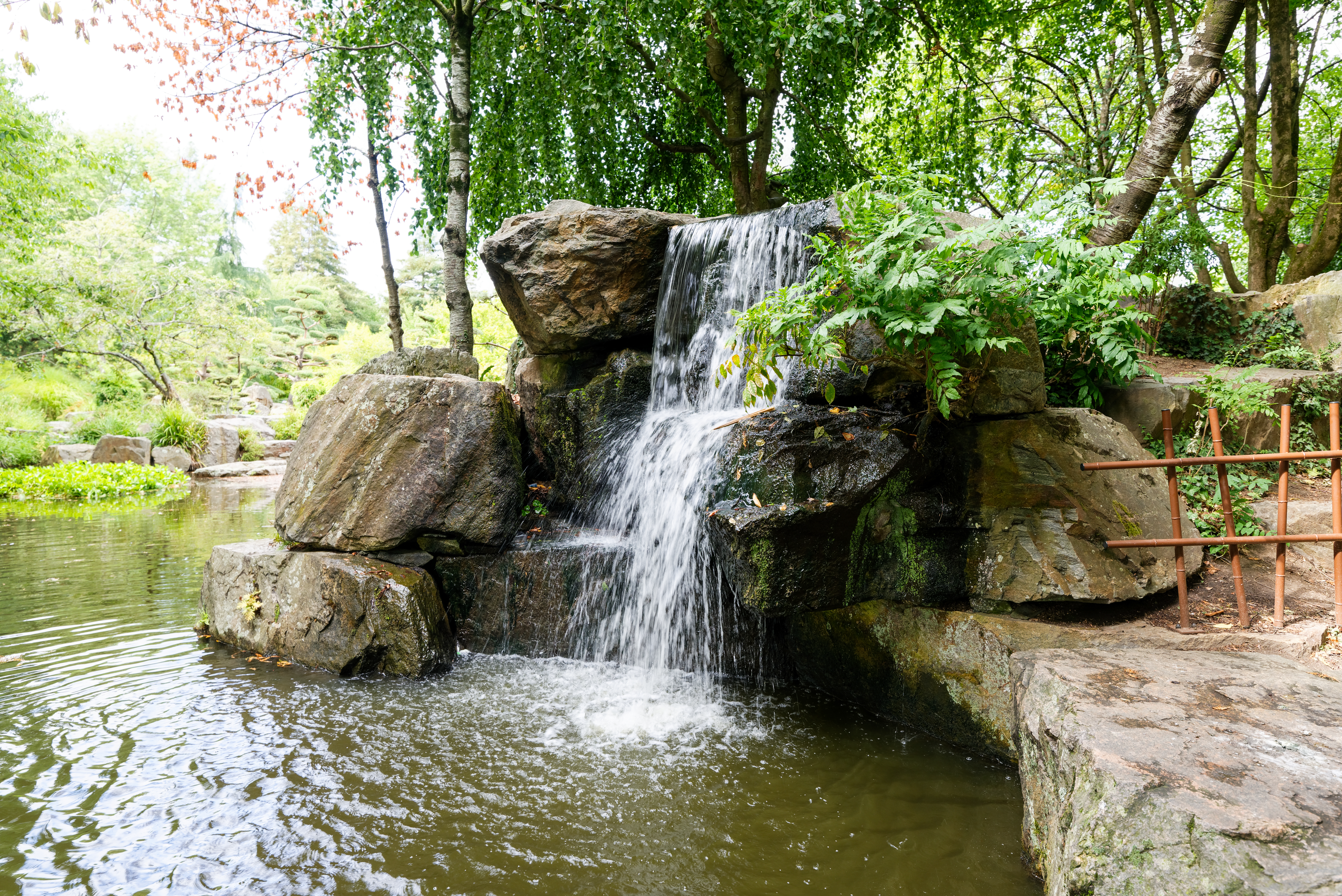